# Shirley Owens
Shirley Owens, född 10 juni 1941 i Henderson i North Carolina, var medlem i gruppen The Shirelles (1957–1982). 
Owens hade flera hits med The Shirelles under 1960-talet. Genom äktenskap blev hon Shirley Owens Alston och senare, Shirley Alston Reeves. Hon lämnade The Shirelles under 1975 att påbörja en solokarriär, under namnet Lady Rose. Samma år, släppte hon ett album med titeln ”With A Little Help From My Friends”, efter hitlåten av The Beatles. 
Hon blev invald in i Rock and Roll Hall of Fame and Museum 1996.

## Diskografi (urval)
Singlar som Shirley & The Shirelles
- 1969 – "Look What You've Done To My Heart" / "A Most Unusual Boy"
- 1969 – "Playthings" / "Looking Glass"
- 1969 – "Never Give You Up (Never Gonna Give You Up)" / "Go Away And Find Yourself"

Studioalbum som Shirley Alston
- 1975 – With a Little Help from My Friends
- 1977 – Shirley "Lady Rose" Alston Sings Shirelles Greatest Hits
- 1977 – Lady Rose

Singlar som Shirley Alston
- 1975 – "I'd Rather Not Be Loving You" / "Can't Stop Singin' ('bout The Boy I Love)"
- 1975 – "I Hear Those Church Bells Ringing/Chapel Of Love" / "I Do Love You"
- 1981 – "Shadda-Da-Da-Da (Feel The Fire)" / "Shadda-Da-Da-Da (Feel The Fire) (Remix)"

Singel som Lady Rose
- 1976 – "Dream Express" / "If You Want Me"

Studioalbum som Shirley Alston Reeves
- 2000 – Shirley Alston Reeves Sings Shirelles' Hits 2000